# Alton (Kansas)
Alton es una ciudad ubicada en el condado de Osborne en el estado estadounidense de Kansas. En el año 2010 tenía una población de 103 habitantes y una densidad poblacional de 128,75 personas por km².

## Geografía
Alton se encuentra ubicada en las coordenadas 39°28′6″N 98°56′50″O / 39.46833, -98.94722 (39.468196, -98.947360).

## Demografía
Según la Oficina del Censo en 2000 los ingresos medios por hogar en la localidad eran de $23,750 y los ingresos medios por familia eran $33,125. Los hombres tenían unos ingresos medios de $20,000 frente a los $21,875 para las mujeres. La renta per cápita para la localidad era de $15,584. Alrededor del 17.6% de la población estaban por debajo del umbral de pobreza.